# Atkins (Iowa)
Atkins ist eine Kleinstadt (mit dem Status „City“) im Benton County im US-amerikanischen Bundesstaat Iowa. Das U.S. Census Bureau hat bei der Volkszählung 2020 eine Einwohnerzahl von 2.056 ermittelt.
Atkins ist Bestandteil der Metropolregion um die Stadt Cedar Rapids.

## Geografie
Atkins liegt im Osten Iowas im westlichen Vorortbereich von Cedar Rapids. Der Mississippi, der die Grenze Iowas zu Wisconsin und Illinois bildet, fließt rund 140 km östlich. Die Grenze zu Minnesota verläuft rund 180 km nördlich und ebenfalls rund 180 km südlich der Stadt befindet sich die Grenze zu Missouri.
Die geografischen Koordinaten von Atkins sind 41°59′49″ nördlicher Breite und 91°51′44″ westlicher Länge. Das Stadtgebiet erstreckt sich über eine Fläche von 2,82 km² und liegt in der Fremont Township.
Nachbarorte von Atkins sind Shellsburg (12,9 km nördlich), Palo (13,2 km nordöstlich), Fairfax (15,6 km südöstlich), Walford (15,6 km südsüdöstlich), Norway (15,2 km südwestlich) und Newhall (9,5 km westlich).
Das Stadtzentrum von Cedar Rapids liegt 19 km östlich. Die nächstgelegenen weiteren größeren Städte sind Waterloo (81 km nordwestlich), Wisconsins Hauptstadt Madison (280 km nordöstlich), Rockford in Illinois (278 km östlich), Chicago in Illinois (379 km in der gleichen Richtung), die Quad Cities in Iowa und Illinois (142 km ostsüdöstlich), Iowa City (58,9 km südöstlich),  St. Louis in Missouri (472 km südsüdöstlich), Kansas City in Missouri (483 km südwestlich), Iowas Hauptstadt Des Moines (173 km westsüdwestlich), Nebraskas größte Stadt Omaha (395 km in der gleichen Richtung), Sioux City (418 km westnordwestlich), South Dakotas größte Stadt Sioux Falls (555 km in der gleichen Richtung), Rochester in Minnesota (260 km nordnordwestlich) und die Twin Cities in Minnesota (400 km in der gleichen Richtung).

## Verkehr
Die hier auf einem gemeinsamen Streckenabschnitt in West-Ost-Richtung verlaufenden U.S. Highways 30 und 218 führen in rund 3 km Entfernung am südlichen Stadtrand von Atkins vorbei. Alle weiteren Straßen sind untergeordnete Landstraßen, teils unbefestigte Fahrwege sowie innerörtliche Verbindungsstraßen.
Der nächste Flughafen ist der Eastern Iowa Airport in Cedar Rapids (22,7 km südöstlich).

## Bevölkerung
Nach der Volkszählung im Jahr 2010 lebten in Atkins 1670 Menschen in 431 Haushalten. Die Bevölkerungsdichte betrug 592,2 Einwohner pro Quadratkilometer. In den 431 Haushalten lebten statistisch je 2,82 Personen.
Ethnisch betrachtet setzte sich die Bevölkerung zusammen aus 98,9 Prozent Weißen, 0,1 Prozent (eine Person) Afroamerikanern, 0,3 Prozent amerikanischen Ureinwohnern sowie 0,1 Prozent Asiaten; 0,7 Prozent stammten von zwei oder mehr Ethnien ab. Unabhängig von der ethnischen Zugehörigkeit waren 0,7 Prozent der Bevölkerung spanischer oder lateinamerikanischer Abstammung.
31,3 Prozent der Bevölkerung waren unter 18 Jahre alt, 58,8 Prozent waren zwischen 18 und 64 und 9,9 Prozent waren 65 Jahre oder älter. 49,0 Prozent der Bevölkerung waren weiblich.
Das mittlere jährliche Einkommen eines Haushalts lag bei 81.462 USD. Das Pro-Kopf-Einkommen betrug 29.652 USD. 0,9 Prozent der Einwohner lebten unterhalb der Armutsgrenze.